# Andancette
Andancette település Franciaországban, Drôme megyében. Lakosainak száma 1308 fő (2022. január 1.). Andancette Andance, Champagne, Saint-Désirat, Albon, Beausemblant, Laveyron és Saint-Rambert-d’Albon községekkel határos.

## Népesség
A település népességének változása:
| Lakosok száma | 976  | 1020 | 1157 | 1237 | 1319 | 1344 | 1339 | 1337 | 1328 | 1308 |
|               | 1968 | 1982 | 1990 | 2006 | 2013 | 2015 | 2017 | 2019 | 2020 | 2022 |